# Hvem kender hvem
Hvem kender hvem er et dansk quizprogram på TV 2 Charlie, hvor værten i hvert program får besøg af to kendt danskere, der påstår at de kender hinanden rigtig godt. De skal herefter quizze om, hvem af dem der kender den anden bedst. Vært i 1. og 2. sæson var Peter Kær og i 3. sæson Jarl Friis-Mikkelsen. Programmet produceres af Skandinavisk Filmkompagni/Monday Media (sæson 1) og Nordisk Film TV (sæson 2 og 3).

## Kendtegæst

### Sæson 1 (2010)
| Afsnit   | Kendtegæst (point)                              |
| -------- | ----------------------------------------------- |
| Afsnit 1 | Michael Meyerheim & Ole Stephensen              |
| Afsnit 2 | Hans Pilgaard (9) & Michèle Bellaiche (12)      |
| Afsnit 3 | Dario Campeotto & Anne Herdorf                  |
| Afsnit 4 | Niels Olsen & Thomas Mørk                       |
| Afsnit 5 | Anette Støvelbæk & Henrik Prip                  |
| Afsnit 6 | Birthe Kjær & Johnny Reimar                     |
| Afsnit 7 | Ditte Hansen & Malene Schwartz                  |
| Afsnit 8 | Andreas Bo Pedersen (8) & Henrik Lykkegaard (8) |

### Sæson 2 (2011)
| Dato             | Kendtegæst (point)                        |
| ---------------- | ----------------------------------------- |
| 13. februar 2011 | Finn Nørbygaard (10) & Jakob Hougaard (9) |
| 20. februar 2011 | Jes Dorph-Petersen (9) & Niels Brinch (7) |
| 27. februar 2011 | Margrethe Koytu (9) & Per Pallesen (9)    |
| 06. marts 2011   | Lisbet Lundquist & Niels Ellegaard        |
| 13. marts 2011   | Henrik Koefoed & Asger Reher              |
| 20. marts 2011   | Vicki Berlin (9) & Finn Nielsen (8)       |
| 27. marts 2011   | Lars Knutzon & Tommy Kenter               |
| 03. april 2011   | Karen Thisted (10) & Huxi Bach (10)       |
| 10. april 2011   |                                           |
| 17. april 2011   |                                           |

## Indhold
- Barndom
- Ungdom
- Voksenliv
- Fremtid